# Koreanische Malerei
Koreanische Malerei (koreanisch 한국화) umfasst die auf der koreanischen Halbinsel entstandene Malerei von der Vorgeschichte bis in die Gegenwart. Verbreitete Formen sind die Tuschmalerei auf Papier (insbesondere Hanji) oder Seide sowie farbige Malereien, die vielfältige Funktionen erfüllten – von religiösen und höfischen bis hin zu volkstümlichen Zwecken.

## Geschichte

### Drei Reiche und Vereinigtes Silla
Die frühesten erhaltenen Beispiele koreanischer Malerei stammen aus den Grabmälern Goguryeos (37 v. Chr. – 668 n. Chr.), insbesondere die Wandmalereien im Anak-Grab Nr. 3 und im Grabkomplex von Goguryeo in der Nähe des heutigen Pjöngjang. Diese Wandbilder zeigen lebendige Darstellungen des täglichen Lebens, mythologische Figuren, Porträts der Grabbesitzer und Himmelskarten. Sie weisen einen dynamischen Stil und eine klare Linienführung auf. Mit der Verbreitung des Buddhismus entstanden auch zahlreiche religiöse Wand- und Rollbilder, die stilistisch oft von chinesischen Tang-Malereien beeinflusst waren.

### Goryeo-Dynastie (918–1392)
Während der Goryeo-Dynastie erlebte die buddhistische Malerei eine Blütezeit. Hochwertige Rollbilder (Taenghwa, 탱화) mit Darstellungen von Buddhas, Bodhisattvas (insbesondere Avalokiteshvara, koreanisch Gwaneum Bosal) und Szenen aus Sutras wurden für Tempel und den Hof angefertigt. Diese Werke zeichnen sich durch ihre feinen Details, eleganten Linien und oft reichen Farben sowie die Verwendung von Gold aus. Viele dieser wertvollen Goryeo-Malereien befinden sich heute in Japan, da sie während der japanischen Invasionen oder durch Handel dorthin gelangten. Neben der religiösen Malerei entwickelte sich auch die Tuschmalerei weiter, oft von chinesischen Song-Vorbildern inspiriert, aber mit einem Fokus auf lyrische Naturdarstellungen. Auch die Seladon-Keramik der Goryeo-Zeit zeigt oft malerische Motive.

### Joseon-Dynastie (1392–1897)
Die Joseon-Dynastie gilt als eine prägende Epoche, in der sich viele charakteristische Züge der koreanischen Malerei herausbildeten und weiterentwickelten. Der Neokonfuzianismus als Staatsideologie beeinflusste die Themenwahl, die Funktion und die Wertschätzung der Malerei. Eine größere Diversifizierung in Genres und Schulen fand statt.
Buddhistische Kunst wurde weiterhin geschaffen und gefördert, wenn auch nicht durch die offiziellen Kunstzentren oder den vorherrschenden Geschmack am Hofe der Joseon-Dynastie. In privaten Haushalten und in den Sommerresidenzen der königlichen Familie wurde jedoch die Schlichtheit buddhistischer Kunst durchaus geschätzt; sie galt lediglich nicht als „städtische“ Kunst.

#### Frühe und mittlere Joseon-Zeit
Motive mit ursprünglich buddhistischem Hintergrund (wie die „Vier Edlen Pflanzen“ – sowie die bekannten Glücksknoten-Muster) blieben Bestandteil der Malerei, auch in Genreszenen. Farbe und Form erfuhren zunächst kaum wesentliche Änderungen, und die Herrscher verzichteten weitgehend auf verbindliche künstlerische Edikte.
Während des Übergangs zur Joseon-Dynastie wanderten einige koreanische buddhistische Maler nach Japan aus. Yi Su-mun (이수문, 李秀文; ca. 1400–ca. 1450?) gilt als Begründer der japanischen Soga-Schule (曽我派) der Malerei. Er reiste 1424 gemeinsam mit dem Mönchmaler Shūbun (周文) vom Shōkoku-ji Tempel bei dessen Rückkehr von Korea nach Japan. Der japanischen Überlieferung nach war Yi Su-mun so talentiert, dass sein Gemälde „Wels und Kürbis“ den Shōgun Ashikaga Yoshimochi dazu veranlasste, ihn als vermeintlichen Sohn des legendären Malers Josetsu (如拙) zu bezeichnen. Yi Su-mun war in Japan als Li Shubun oder „koreanischer Shubun“ bekannt und beeinflusste die Entwicklung der japanischen Zen-Kunst. Die Tradition der feinen Linienführung („Nadelstich-Technik“) in der japanischen Kunst soll auf Yi Su-mun zurückgehen und wurde durch seine Schüler, die Soga-Schule, fortgeführt. Diese Gruppe von Künstlern arbeitete naturalistischer als die von den Ashikaga-Shōgunen geförderte höfische Malschule.
Ideale und importierte Techniken der chinesischen Ming-Dynastie prägten weiterhin die idealisierten Werke der frühen Joseon-Zeit. Ein bedeutender Maler dieser Frühphase im 15. Jahrhundert war Ahn Eun. Die 1447 von Ahn Eun geschaffene Landschaftsmalerei Traumwanderung ins Pfirsichblütenland (몽유도원도, Mong'yudowondo, 1447) ist eines der archetypischen Werke dieser Phase. Künstler wie Jeong Seon (1676–1759) prägten den Stil der „Wahren Ansichten“ (진경산수, Jingyeong Sansu), der reale koreanische Landschaften anstelle idealisierter chinesischer Motive darstellte. Die Tuschmalerei, insbesondere die Darstellung der Vier Edlen Pflanzen (Pflaume, Orchidee, Chrysantheme, Bambus), wurde von den Gelehrtenbeamten (Muninhwa, 문인화) hochgeschätzt und praktiziert. Die Hofmalerei (궁중화, Gungjunghwa) diente der Dokumentation höfischer Ereignisse, der Dekoration von Palästen (z. B. durch Stellschirme wie den Irworobongdo) und der Anfertigung offizieller Porträts.
Der Malstil der mittleren Joseon-Zeit entwickelte sich hin zu einem stärkeren Realismus. Es entstand ein nationaler Stil der Landschaftsmalerei, Silgyeong (실경, „Wahre Ansicht“) genannt. Dieser wandte sich vom traditionellen chinesischen Stil idealisierter, allgemeiner Landschaften ab und konzentrierte sich stattdessen auf die detailgetreue Darstellung spezifischer koreanischer Orte. Obwohl nicht fotografisch im modernen Sinne, war dieser Stil künstlerisch fundiert genug, um sich als standardisierter Stil in der späteren koreanischen Malerei zu etablieren und durchzusetzen. Ein Vertreter dieser mittleren Periode ist der 1533 geborene Maler Hwang Jip-jung (황집중, 黃執中).

#### Späte Joseon-Zeit
Im 18. und 19. Jahrhundert erlebten die Genremalerei (풍속화, Pungsokhwa) und die Silgyeong-Landschaftsmalerei einen Höhepunkt und galten als repräsentativ für die Epoche. Künstler wie Kim Hong-do (Danwon) und Shin Yun-bok (Hyewon) schufen humorvolle und realistische Darstellungen des Alltagslebens verschiedener Gesellschaftsschichten. Ihre Werke bieten wertvolle Einblicke in das Alltagsleben, die Sitten und Gebräuche der Zeit. Gleichzeitig entwickelte sich die Minhwa (민화), die volkstümliche Malerei. Minhwa-Bilder, oft von anonymen Künstlern geschaffen, zeichnen sich durch kräftige Farben, kühne Kompositionen und symbolische Motive (z. B. Tiger, Kraniche, Päonien) aus. Sie dienten dekorativen und glücksbringenden Zwecken im häuslichen Umfeld.

### Modernes und zeitgenössisches Zeitalter (ab spätem 19. Jh.)
Mit der Öffnung Koreas Ende des 19. Jahrhunderts und der anschließenden japanischen Kolonialzeit (1910–1945) kamen westliche Einflüsse nach Korea. Ölmalerei und westliche Kunstkonzepte wurden eingeführt, was zu einer Spaltung und gleichzeitig Vermischung der Kunstszene führte. Einige Künstler versuchten, traditionelle koreanische Motive und Techniken mit westlichen Stilen zu verbinden, während andere die traditionelle Tuschmalerei weiterpflegten oder sich ganz der westlichen Malerei zuwandten. Nach der Teilung Koreas entwickelten sich die Kunstszenen in Nordkorea und Südkorea unterschiedlich. In Südkorea entstand nach dem Koreakrieg eine lebendige zeitgenössische Kunstszene, die internationale Anerkennung fand, mit Bewegungen wie Dansaekhwa (monochrome Malerei) und einer fortgesetzten Auseinandersetzung mit traditionellen Formen in einem modernen Kontext. Künstler wie Park Soo-keun und Lee Jung-seob prägten die frühe moderne Malerei.

## Bekannte historische Künstler
- Yi Che-hyeon (1288–1367)
- An Gyeon (안견, aktiv frühes 15. Jh.)
- Gang Hui-an (강희안, 1417?–1464)
- Shin Saimdang (신사임당, 1504–1551)
- Yi Jeong (이정, 1554–1626)
- Jeong Seon (정선, 1676–1759)
- Yun Du-seo (윤두서, 1668–1715)
- Kim Hong-do (김홍도, 1745–ca. 1806)
- Shin Yun-bok (신윤복, geb. 1758)
- Kim Jeong-hui (김정희, 1786–1856)
- Jang Seung-eop (장승업, 1843–1897)

### 20. Jahrhundert
- Park Soo-keun (박수근, 1914–1965)
- Kim Ki-chang (김기창, 1913–2001)
- Lee Jung-seob (이중섭, 1916–1956)
- Nam June Paik (1932–2006)
- Lee Ufan (* 1936)
- Kim Tschoon Su (* 1957)
- Oh Junggeun (* 1970)
- Haegue Yang (* 1971)